# Casper Lexow
Axel Casper Lexow (i riksdagen kallad Lexow i Alstrums bruk), född 28 juli 1830 i Alster, Värmlands län, död 5 oktober 1900 i Stockholm, var en svensk bruksägare och riksdagsman.
Lexow var ägare till Alstrums bruk i Värmland. Som politiker var han ledamot av riksdagens första kammare 1876-1879, invald i Värmlands läns valkrets.